# Zaskwierki (Biała Piska)
Zaskwierki (deutsch Jurgasdorf) ist ein Ort in der polnischen Woiwodschaft Ermland-Masuren, der zur Gmina Biała Piska (Landgemeinde Bialla, 1938 bis 1945 Gehlenburg) im Powiat Piski (Kreis Johannisburg) gehört.

## Geographische Lage
Zaskwierki liegt im Südosten der Woiwodschaft Ermland-Masuren, 20 Kilometer nordöstlich der Kreisstadt Pisz (deutsch Johannisburg).

## Geschichte
Der Weiler (polnisch Osada) Zaskwierki, bestehend aus ein paar kleinen Gehöften, wurde 1793 als Erbpachthof gegründet, nachdem an gleicher Stelle 1789 eine Hopfen-Plantage errichtet worden war. 
Der Ort gehörte zum Kreis Johannisburg im Regierungsbezirk Gumbinnen (ab 1905: Regierungsbezirk Allenstein) in der preußischen Provinz Ostpreußen. Von 1874 bis 1945 war er in den Amtsbezirk Drygallen (ab 1938 „Amtsbezirk Drigelsdorf“) eingegliedert. 
63 Einwohner zählte Jurgasdorf im Jahr 1910. Ihre Zahl war 1933 gleich und verringerte sich bis 1939 auf 53.
Mit dem gesamten südlichen Ostpreußen kam das Dorf 1945 in Kriegsfolge zu Polen und erhielt die polnische Namensform „Zaskwierki“. Heute bildet es eine Ortschaft im Verbund der Stadt- und Landgemeinde Biała Piska (Bialla, 1938 bis 1945 Gehlenburg) im Powiat Piski, bis 1998 der Woiwodschaft Suwałki, seither der Woiwodschaft Ermland-Masuren zugehörig.

## Religionen
Bis 1945 war Jurgasdorf in die evangelische Kirche Drygallen (1938 bis 1945 Drigelsdorf, polnisch Drygały) in der Kirchenprovinz Ostpreußen der Kirche der Altpreußischen Union sowie in die römisch-katholische Kirche Johannisburg (polnisch Pisz) im Bistum Ermland eingepfarrt. 
Heute gehört Zazskwierki katholischerseits zur Pfarrei Drygały im Bistum Ełk der Römisch-katholischen Kirche in Polen. Die evangelischen Einwohner halten sich zur Kirchengemeinde in Biała Piska, einer Filialgemeinde der Pfarrei Pisz in der Diözese Masuren der Evangelisch-Augsburgischen Kirche in Polen.

## Verkehr
Zazskwierki liegt östlich der Woiwodschaftsstraße 667 und ist von ihr über Sulimy (Sulimmen) direkt zu erreichen. Auch vom Nachbarort Dąbrówka Drygalska (Dombrowken, 1938 bis 1945 Altweiden) führt eine Direktverbindung nach Zaskwierki. 